# 筼筜街道
筼筜街道是中国福建省厦门市思明区下辖的一个街道。该街道因滨临筼筜湖而得名。

## 行政区划
筼筜街道共辖15个社区，分别是：：
西郭社区、四里社区、槟榔社区、湖光社区、一里社区、振兴社区、莲岳社区、岳阳社区、屿后西社区、育秀社区、仙阁社区、金桥社区、屿后社区、官任社区和仙岳社区。